# Орса, Николай Юльевич
Никола́й Ю́льевич О́рса (13 февраля 1967, Москва — 24 марта 2024, Королёв, Московская область, Россия) — российский звукорежиссёр, саунд-дизайнер, композитор и преподаватель.

## Биография
Окончил Московский государственный институт культуры по специальности звукорежиссёр театрализованных представлений и празднеств. Профессиональную карьеру начал в 1993 году.
В качестве звукорежиссёра и саунд-продюсера известен работами с оркестром «Новая Россия» под управлением Юрия Башмета, группами «Калинов мост», , «Э.С.Т.», «Собаки Табака», «Непоседы», «Домисолька», «Farlanders», «Шамс» и многими музыкантами, включая Евгения Хорошевцева, Анатолия Горохова, Иосифа Кобзона, Тамару Гвердцители, Михаила Шуфутинского, Николая Баскова, Стаса Михайлова, Евгения Кемеровского, Константина Крымского, Игоря Зубкова, Александра Барыкина, Инну Желанную, Батыра Шукенова, Далера Назарова, Андрея Мисина, Любовь Успенскую, Марию Шерер.
Работы в кинематографе включают участие в качестве композитора в создании фильма «Крупногабаритные» (2005), звукорежиссуру фильмов «Сундук предков» (2005), производство саундтреков фильмов «Ёлки» (2010), «Ёлки 2» (2011), «Духless» (2012), мультфильма «Князь Владимир» (2006).
В индустрии видеоигр известен как звукорежиссёр саундтрека к игре PANZAR.
C 2005 года — постоянный звукорежиссёр дикторского сопровождения Парадов Победы. В 2010 году награждён медалью «За участие в военном параде в День Победы».
С 2010 по 2016 год преподавал на отделении аудиовизуальных технологий Колледжа предпринимательства № 11 города Москвы, где разработал авторский курс практической звукорежиссуры и создал национальный профессиональный модуль по звукорежиссуре для WorldSkills Russia. Осуществлял переподготовку кадров в Высшей школе сценических искусств Константина Райкина, являлся преподавателем мастерства звукорежиссуры кино и телепрограмм Учебного центра кино и телевидения UHD, публиковал научные и популярные статьи по профессиональным вопросам, регулярно проводил мастер-классы в Москве и других городах России.
Скоропостижно скончался 24 марта 2024 года на 58-м году жизни от инфаркта.

## Дискография
- «Zемфира» — «Четырнадцать недель тишины» (2002), звукорежиссёр[2]
- Гленн Хьюз / Джо Линн Тёрнер — Made in Moscow (2005), звукорежиссёр[6]
- «Встречный бой» — «Всё будет как надо!» (2009), звукорежиссёр

## Фильмография
- Крупногабаритные (2005), композитор
- Сундук предков (2005), звукорежиссёр, звукооператор
- Чайка (2005), звукорежиссёр записи саундтрека
- Князь Владимир (мультфильм, 2006), звукорежиссёр саундтрека
- Святое дело (2007), звукорежиссёр саундтрека
- Кука (2007), звукорежиссёр пересведения в 2.0 для DVD
- Дверь (короткометражный, 2008), звукорежиссёр, саунд-продюсер, саунд-дизайнер, шумовик
- Ёлки (2010), звукорежиссёр саундтрека
- Ёлки 2 (2011), звукорежиссёр саундтрека
- ПираМММида (2011), звукорежиссёр саундтрека
- Выкрутасы (2011), звукорежиссёр саундтрека
- Духless (2012), звукорежиссёр саундтрека